# Catedral de San Donaciano

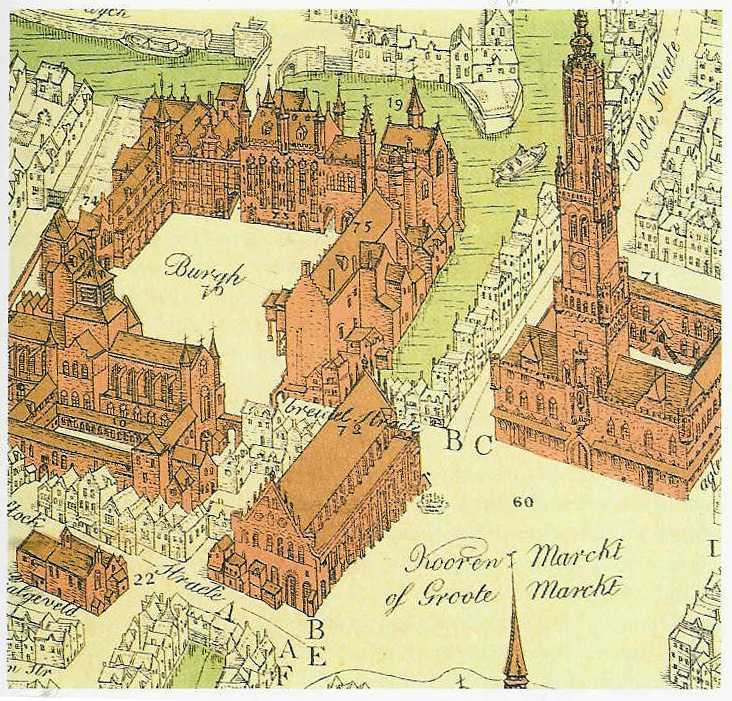
La catedral de San Donaciano en el Burg (a la izquierda)

La catedral de San Donaciano (en neerlandés: Sint-Donaaskathedraal) fue una catedral católica en Brujas, Bélgica. Ubicada en el Burg, una de las principales plazas de la ciudad, era la iglesia más grande de la ciudad. La catedral fue destruida en 1799 a raíz de la disolución de la diócesis de Brujas durante la Revolución francesa.

## Historia
La iglesia de San Donaciano (en neerlandés: Sint-Donaaskerk) fue construida por Arnulfo I de Flandes alrededor del año 950, con el fin de albergar las reliquias de San Donaciano, que habían sido traídas a Brujas aproximadamente en el año 870 por monjes de Torhout. La iglesia fue construida según el estilo arquitectónico románico. Había un edificio principal de planta octogonal, con una torre y un ambulatorio de dieciséis lados. El edificio se encontraba en la plaza del Burg, a través del Stadhuis (ayuntamiento). La iglesia de San Donaciano se convirtió en catedral después de la instalación del primer obispo de Brujas en 1562. San Donaciano fue destruido en 1799 por las fuerzas de ocupación de la Primera República Francesa. El antiguo sitio de San Donaciano está ahora ocupado por el Crowne Plaza Brugge Hotel; los cimientos de la catedral fueron descubiertos en 1955 y son visibles en las bodegas del hotel.

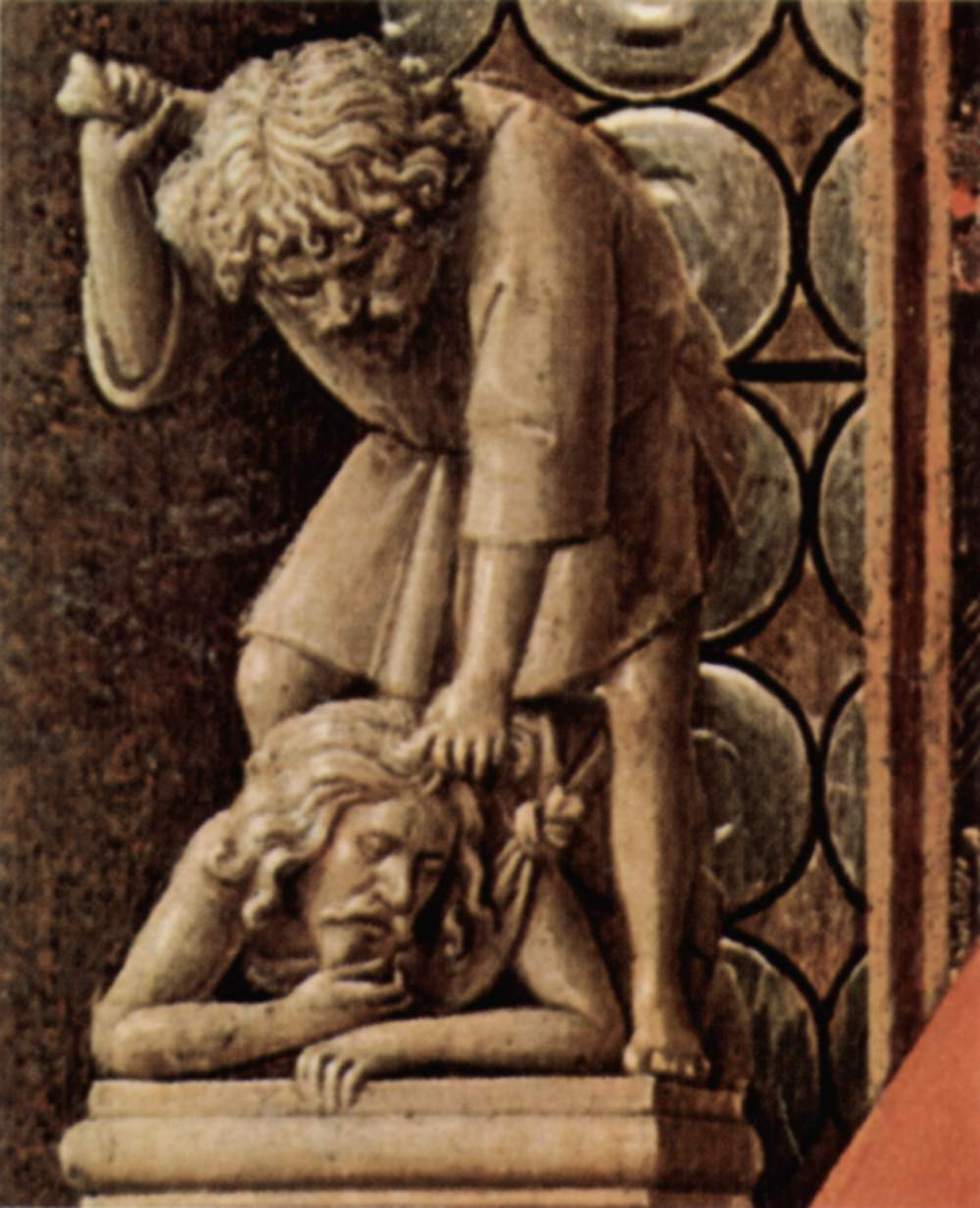
Detalle arquitectónico de Jan van Eyck.

- El 2 de marzo de 1127,[5] Carlos el Bueno, conde de Flandes fue asesinado en San Donaciano.[2][4]
- Jan van Eyck pintó la Virgen del canónigo Van der Paele (1436), que también representa a San Donaciano,[6][7] fue encargado por el canónigo Joris van der Paele como una donación para la iglesia.[7][note 2] El mismo Jan van Eyck fue enterrado en la iglesia de San Donaciano en 1441.[4]